# Lucio Aurelio Cotta (console 144 a.C.)
Lucio Aurelio Cotta (fl. II secolo a.C.) è stato un politico romano e console nel 144 a.C..